# Krew pępowinowa
Krew pępowinowa – krew zlokalizowana w naczyniach krwionośnych pępowiny płodu lub noworodka. Stanowi źródło komórek macierzystych hemopoezy, dlatego bywa stosowana w przeszczepach (zarówno autologicznych, jak i heterologicznych), zastępując przeszczep szpiku kostnego. Zabieg przeszczepienia krwi pępowinowej prawie zawsze kończy się powodzeniem, a ponadto nie wymaga stosowania immunosupresantów.
W Polsce pierwszego przeszczepu krwi pępowinowej (z prywatnego banku krwi) dokonano w 2007 roku.